# Bandeira da província de Buenos Aires
A Bandeira de Buenos Aires é um dos símbolos oficiais da Província de Buenos Aires, uma subdivisão da Argentina. Foi criada pela lei provincial n° 11.997 del 12 de agosto de 1997 e jurada em 14 de novembro do mesmo ano na Basílica de Luján. Sua criação foi resultado de um concurso no qual votaram os alunos das escolas da província.

## História
Previamente foram utilizados dois modelos de bandeira para a província, a bandeira de 1840 e a de 1991, sendo substituída então pelo desenho atual.

### Bandeira de 1840

Bandeira da Província de Buenos Aires em 1848

Em Buenos Aires a tradição de uso da bandeira se relaciona com o uso da bandeira nacional, confundindo-se às vezes uma com a outra, assim como ocorre com o brasão da província, que é praticamente igual ao brasão nacional. Durante o governo de Juan Manuel de Rosas, a província usou a bandeira argentina de 1818 com apenas uma tonalidade de azul mais escura, no qual o azul celeste estava relacionado ao Partido Unitário e o azul com o Partido Federal. O mesmo aconteceu com o Sol de Maio que foi sendo escurecido até chegar à cor vermelha ao final do governo, em 1852.  Desta maneira, a bandeira de Buenos Aires era a Bandeira argentina, pela representação das relações exteriores da Confederação Argentina. Ao ocorrer a secessão de Buenos Aires da Confederação Argentina em 1852, ambos estados continuaram a usar a mesma bandeira como se estabeleceu em tratado firmado em 8 de janeiro de 1855.

### Bandeira de 1991

Bandeira proposta em 1991

Em 1991, o então governador da província Antonio Cafiero idealizou uma bandeira idêntica à nacional, no entanto o sol de maio seria substituído por uma roda dentada na cor ouro ladeada por espigas de trigoo, simbolizando respectivamente a indústria e a agricultura. Esta bandeira nunca chegou a ser oficializada e, em 1995 se convocou um concurso chamado Buscando la bandera bonaerense para que as crianças desenhassem a bandeira provincial. Foi feita uma seleção entre todos los trabalhos apresentados, na qual se chegou a 32 desenhos que passaram para uma seleção final de quatro bandeiras possíveis, que foram escolhidas por estudantes.

### Bandeira atual

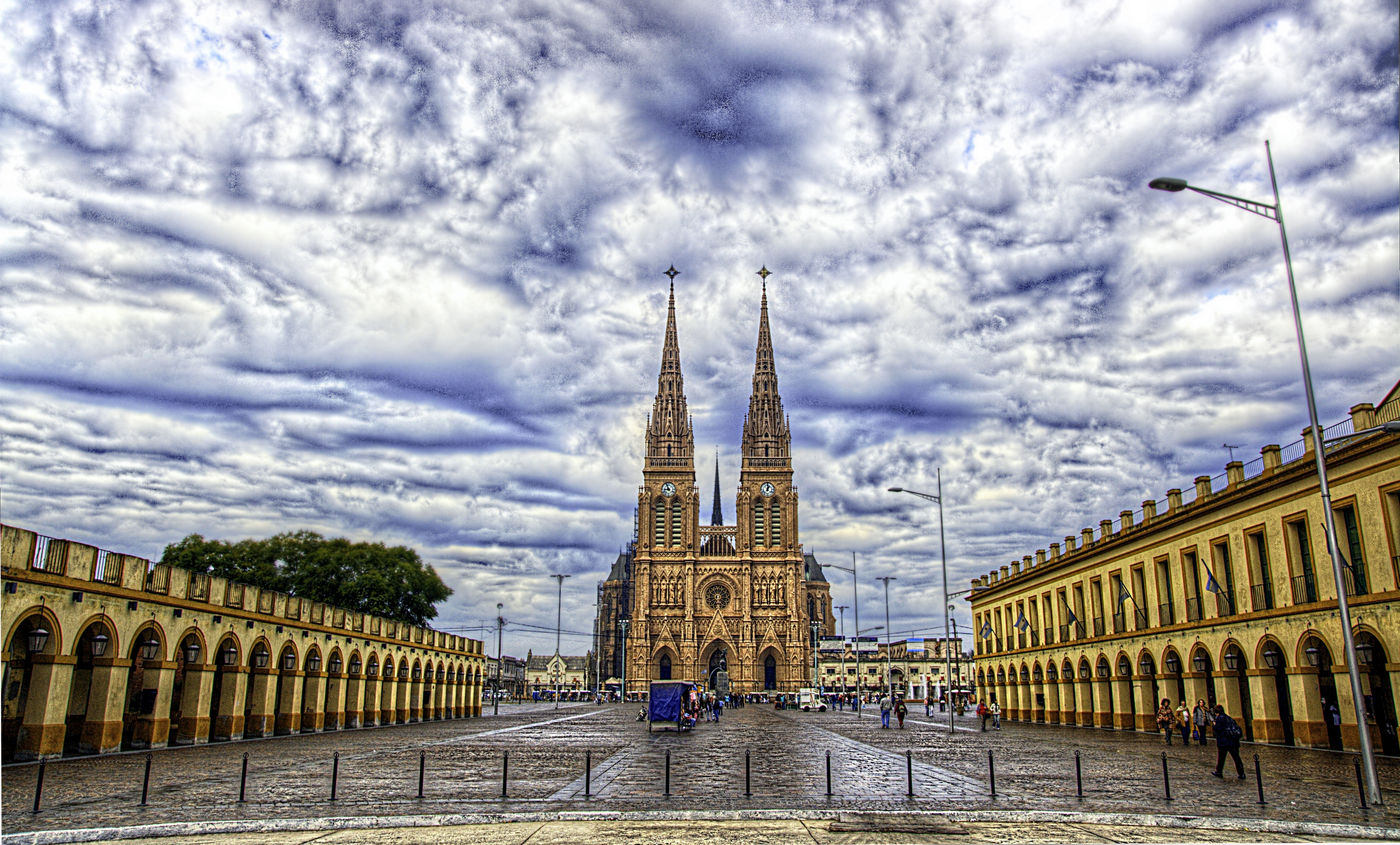
Basílica de Luján onde foi jurada a atual bandeira em 1997.

Partindo do princípio de que durante a década de governo de Carlos Saúl Menem ocorreu uma moda nos ambientes políticos do governo argentino de resgate e às vezes criação de bandeiras provinciais, e entendendo que Buenos Aires não possuía a sua, foi realizado um concurso para eleger a bandeira provincial.

## Descrição
Seu desenho consiste em um retângulo de proporção comprimento-largura de 2:3 dividida horizontalmente ao meio por uma estreita linha vermelha. A parte superior é azul e a inferior, verde. No meio da bandeira a linha vermelha é interrompida pelo contorno de uma metade de uma engrenagem azul sobre o campo verde. a continuação da engrenagem no campo azul se dá por dois ramos de louro na cor verde de oito folhas pareadas cada um. No centro do espaço criado pela engrenarem e pelos ramos de louro está uma figura de cor amarela que representa o sol nascente. na parte inferior a figura amarela aparece como uma flor de girassol. O girassol tem em seu centro a cor vermelha.

## Simbolismo
Cada cor apresenta um significado como descrito a seguir:
- a cor verde representa a pujança dos campos e planícies da província de onde, historicamente, se desenvolveram a agricultura e a pecuária;
- a cor azul os rios e o mar que banham as costas da província, assim como o céu que a cobre;
- a cor vermelha representa o federalismo argentino;
- o amarelo a fecundidade e a produção.

Os elementos presentes também possuem significado próprio:
- o sol faz referência ao resplendor e laurel à glória da província;
- a engrenagem é uma alegoria da produção industrial e;
- a flor de girassol a produção agropecuária;
- a linha vermelha, além de sugerir o espírito federal, marca o horizonte infinito que divide o céu da terra nas extensas planícies da província.